# Schlacht von Vasilika
1821

Walachischer Aufstand – Kalamata – Navarino – Patras – Salona – Livadeia – Lalas – Samothraki – Monemvasia – Alamana – Valtetsi – Doliana – 1. Akropolis – Gravia – Drăgășani – Grana – Vasilika (Thessaloniki) – Sculeni – Vasilika (Fthiotida) – Tripoli
1822–1824

Akrokorinth – Chalandritsa – Chios – Naoussa – Chios – Peta – Kompoti – Dervenakia – Agionori – Nauplia – 1. Missolonghi – Karpenisi – 2. Missolonghi – Kasos – Psara – Samos – Gerontas
Griechische Bürgerkriege 1823–1825
Ägyptische Intervention

Kremmydi – Andros – Sphacteria – Maniaki – Myloi – Alexandria – Kakosalesi – Kleisova – 3. Missolonghi – Kastraki – Mani – Varnakova – 2. Akropolis – Arachova – Kamatero – Phaleron
Intervention der Großmächte

Volos – Itea – Mega Spilaio – Navarino – Morea-Expedition – Chios-Expedition – Mortino – Koronisia – Petra
Seeschlachten sind in kursiv

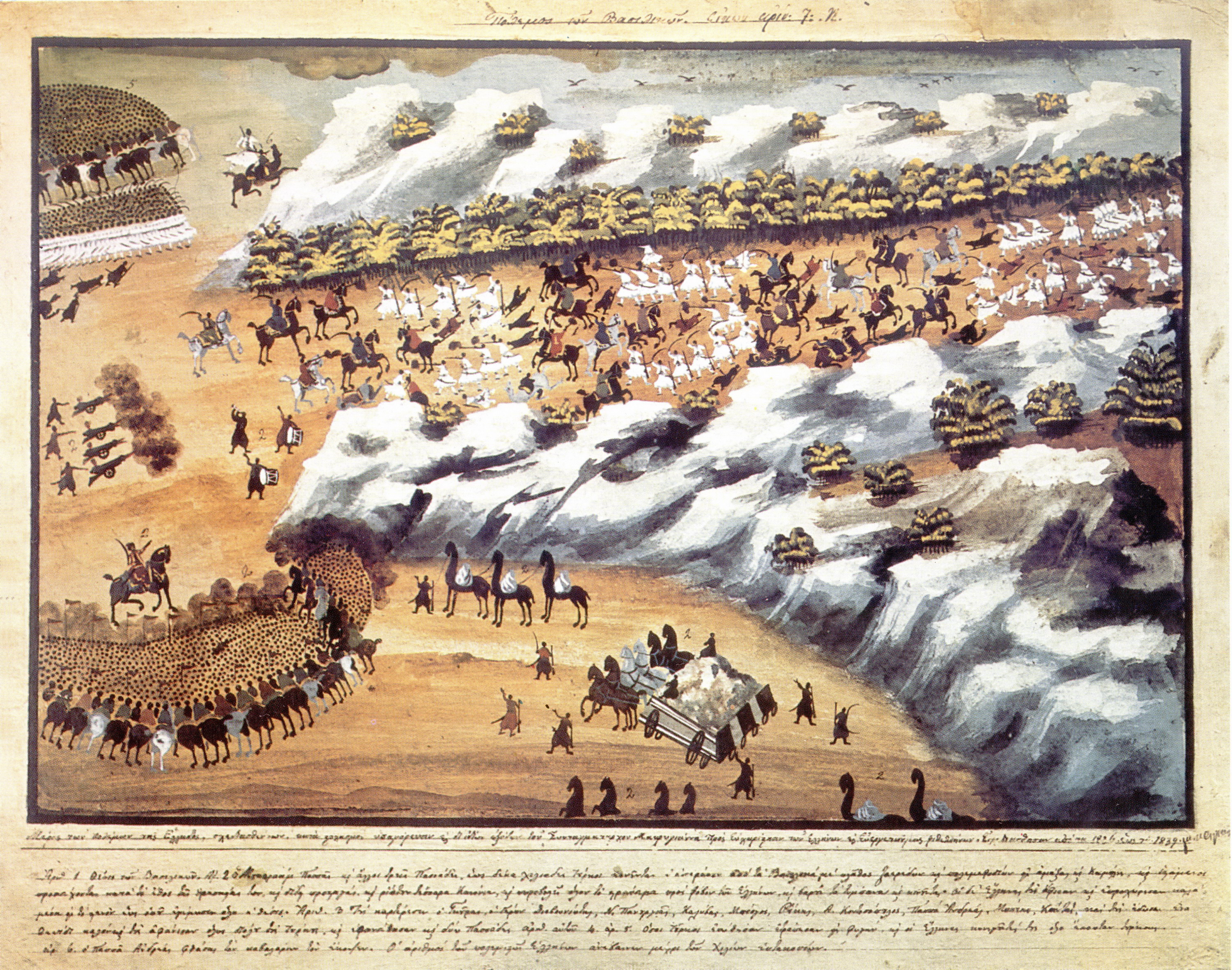
Die Schlacht von Vasilika; Gemälde von Panagiotis Zographos unter der Anleitung von Makrygiannis.

Die Schlacht von Vasilika (griechisch Μάχη των Βασιλικών) war ein militärischer Konflikt im Zuge der Griechischen Revolution, der am 26. August 1821 in Vasilika, Fthiotida, stattfand und für die Griechen siegreich endete.

## Hintergrund
In den ersten Monaten der Griechischen Revolution stießen die unter der Führung von Omer Vrionis und Kiose Mehmet nach Ostmittelgriechenland entsandten osmanischen Truppen auf starken Widerstand der Griechen. Um ihren Feldzug fortzusetzen und die Revolution niederzuschlagen, forderten die osmanischen Generäle Verstärkung für ihren Feldzug an. Dies führte dazu, dass Sultan Mahmud II. 8000 Soldaten rekrutierte (laut Sp. Trikoupis 7000), von denen die meisten Kavalleristen waren. Der Oberbefehlshaber Beyran Pascha wurde mit der Führung dieser Armee beauftragt, wobei ihm die Generäle Hacı Bekir Pascha, Memis Pascha und Şahin Ali Pascha zur Seite standen. Nachdem diese große osmanische Streitmacht Makedonien unterworfen hatte, marschierte sie nach Süden und erreichte zunächst Larisa und dann die Stadt Lamia. Zusammen mit einer zusätzlichen osmanischen Streitmacht unter der Führung von Mahmud Dramali Pascha, die in Richtung Nafpaktos unterwegs war, sollte sich diese Armee mit Kiose Mehmet und Omer Vrioni zusammenschließen und in das rebellische Morea einfallen.

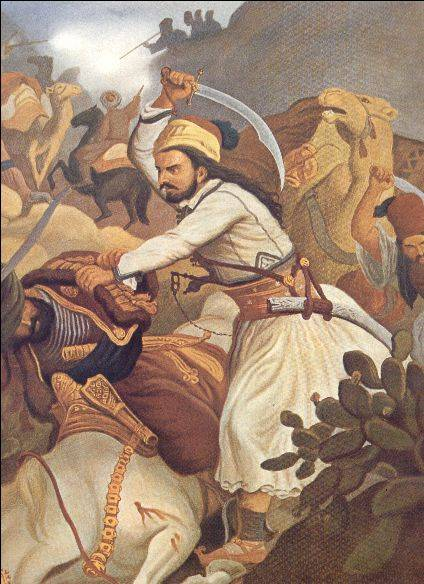
Die Schlacht von Vasilika; Peter von Hess

Die griechischen Partisanenführer im östlichen Mittelgriechenland waren sich der Gefahren bewusst, die der Revolution durch die Ankunft türkischer Truppen drohen könnten, und beschlossen, den Vormarsch der Osmanen um jeden Preis aufzuhalten. Der erste Anführer, der von Beyran Paschas Ankunft in Lamia erfuhr, Giannis Diovouniotis, benachrichtigte sofort die anderen Anführer in der Gegend. Anschließend versammelten sich Komnas Trakas, Nakos Panourgias, Papandreas Kokovistianos und Giannis Gouras zusammen mit Diovouniotis in Modi und forderten von dort Dimos Skaltsas auf, ihnen Verstärkung zu schicken. Letzterer schickte Kostas Bitis, Kostas Kalyvas und Antonis Kontosopoulos aus Dorida und Atalandi sowie Vasilis Bousgos, Mitros Triantaphyllinas und G. Lappa aus Livadia. In Ergini wurde ein Kriegsrat abgehalten, bei dem sich trotz des Vorschlags einiger Partisanenführer, die Griechen sollten sich in der engen Passage von Fontana verschanzen, letztlich die Meinung von Diovouniotis durchsetzte, wonach ihre Truppen an der öffentlichen Straße von Vasilika in Fthiotida befestigt werden sollten. Von den 1600 Griechen (2000 laut Trikoupis) wurden nur 200 mit Papandreas zum Schutz von Fontana geschickt, der Rest wurde in Vasilika verschanzt. Am Eingang des Übergangs, in einem dichten Wald, waren Diovouniotis und seine Männer in Position gebracht worden, um die Türken dort beim Eindringen in die Falle zu locken. Kontosopoulos und Kalyvas befanden sich in der Mitte, und am Ausgang bezogen Gouras, Nakos Panourgias und Diovouniotis' Sohn Giorgos als Reservetruppen Stellung.

## Schlachtverlauf
Am 22. August 1821 setzten die Türken ihren Vormarsch fort und schlugen ihr Lager auf dem Feld von Platanias nördlich der griechischen Stellungen auf. Von dort wurden am 25. des Monats zwei Aufklärungskommandos nach Fontana und Vasilika entsandt, die von den Revolutionären erfolgreich zurückgeschlagen wurden. Bereits im Morgengrauen des nächsten Tages marschierte Beyran Pascha mit seiner Armee gegen die Partisanen in Vasiliki, überzeugt von seiner zahlenmäßigen Überlegenheit. Eine zweite Straße in Anivitsa, die nach Elateia führte, wurde umgehend von Odysseus Androutsos’ Mann Ioannis Roukis eingenommen. Nach einigen Gebeten begann die osmanische Vorhut mit dem Angriff auf die Divisionen Kontosopoulos und Kalyvas. Letzterer schlug den Angriff zurück und zwang Beyran Pascha, viertausend Mann auszusenden, um die Griechen von dort zu vertreiben. Gouras' Versuch, ihnen zu helfen, erwies sich als vergeblich, da die Griechen zum Pass Vasilika flohen. In diesem kritischen Moment übernahm Gouras das Kommando über die griechischen Streitkräfte und verschanzte sich mit seinen Männern in einer alten Kirche, die eine Front gegen die Osmanen bot. Daraufhin führte Beyran Pascha seine Armee an und griff die Kirche an. Zu dieser Zeit kamen 250 Männer aus Livadia mit Bousgos, Triantaphyllina und Lappas, um ihren Landsleuten zu helfen.
Gouras meinte, dass Odysseas Androutsos, der, obwohl er selbst nicht anwesend war, Angst und Unruhe in den türkischen Linien verursachte. Gouras nutzte die Panik aus und ließ eine kleine Streitmacht von Kriegern zurück, um die Kirche zu halten. Er schloss sich Roukis' Truppen in Anivitsa an und gelangte durch eine Kreisbewegung in den Rücken seiner Feinde, die bereits von Diovouniotis im Wald angegriffen worden waren, sowie von Papandreas, der aus Fontana zu Hilfe eilte, als er die Bewegungen der Türken bemerkte. Letztere wurden von den Griechen gefangen genommen und massakriert, Gouras selbst tötete Memis Pascha und viele andere Offiziere fielen auf dem Schlachtfeld. Beyran befahl den Rückzug seiner Armee und ordnete an, nach dem Erreichen von Platanias die Streitwagen sowie die Munition zu verbrennen, bevor sie den Griechen in die Hände fallen konnten. Dann überquerte er die Alamana-Brücke, deren Abriss er befahl. Nur wenige Griechen verfolgten ihn, da die meisten damit beschäftigt waren, die in Vasilika verbliebenen Türken zu töten und die Beute einzusammeln. Später zogen sie sich nach Damasta zurück, wo sie am nächsten Tag auf Androutsos trafen, der niedergeschlagen war, dass er keine Zeit hatte, an der Schlacht teilzunehmen.

## Die Bedeutung der Schlacht von Vasilika
Die Schlacht von Vasilika hatte verheerende Folgen für die Osmanen: 766 Soldaten wurden getötet (nach anderen Angaben bis zu 1000 oder 1200), etwa 1500 verwundet und 220 gefangen genommen. Beyran Pascha beging entweder Selbstmord oder wurde auf Befehl des Sultans hingerichtet. Darüber hinaus machten die Griechen in Platanias reiche Beute, da es den osmanischen Truppen lediglich gelang, 600 der 1000 Wagen zu zerstören. Die übrigen, beladen mit Vorräten und Munition, fielen in die Hände der Rebellen.
Die Griechen erreichten ihr Ziel mit dem Sieg in der Schlacht von Vasilika. Der Zusammenschluss der osmanischen Truppen im östlichen Mittelmeerraum kam nicht zustande, und Verstärkungen trafen nie in Tripoli ein, was die Moral der dortigen Rebellen erheblich stärkte. Die Schlacht gilt zu Recht als der bedeutendste griechische Sieg in Ostmittelgriechenland im ersten Jahr der Revolution.